# 2845 Франклінкен
2845 Франклінкен (2845 Franklinken) — астероїд головного поясу, відкритий 26 липня 1981 року.
Тіссеранів параметр щодо Юпітера — 3,595.